# Няккыльто
Няккыльто (устар. Няколь-Ту) — река в России, протекает по территории Туруханского района Красноярского края. Устье реки находится в 50 км по левому берегу реки Контылькы. В верхнем течении реки расположено озеро Няккыльто, соединённое рекой Печчалькы с одноимённым озером, в которое впадает река Бедная. На северном берегу озера расположены урочище Перевал и изба. Длина Няккыльто составляет 48 км.

## Данные водного реестра
По данным государственного водного реестра России относится к Нижнеобскому бассейновому округу, водохозяйственный участок реки — Таз, речной подбассейн реки — Подбассейн отсутствует. Речной бассейн реки — Таз.
По данным геоинформационной системы водохозяйственного районирования территории РФ, подготовленной Федеральным агентством водных ресурсов:
- Код водного объекта в государственном водном реестре — 15050000112115300063808
- Код по гидрологической изученности (ГИ) — 115306380
- Код бассейна — 15.05.00.001
- Номер тома по ГИ — 15
- Выпуск по ГИ — 3